# 伊野停留場
伊野停留場（いのていりゅうじょう）は、高知県吾川郡いの町にあるとさでん交通伊野線の路面電車停留場。伊野線の終点である。

## 歴史
伊野停留場は1907年（明治40年）、伊野線の枝川 - 伊野間の開通に合わせて開設された。枝川から高知市方面については咥内停留場までの区間がこの時開通していなかったが、翌年に通じたことで伊野線は全通を達成している。
いの町（旧伊野町）は土佐和紙の生産が盛んな町であり、電車の開業以降、町で生産された紙が伊野線を利用して高知港へと運ばれていた。当停留場から桟橋までは貨物列車が運行され、製品や原材料の輸送が行われていたが、これは1945年（昭和20年）ごろに廃止されている。

### 年表
- 1907年（明治40年）11月7日：土佐電気鉄道の停留場として開業、伊野車庫を設置[4]。開業時の停留場名については「伊野町」とする資料もある[5]。
- 1908年（明治41年）2月20日：枝川 - 咥内間の開通により、伊野線全通[4]。
- 1999年（平成11年）5月[注釈 1]：伊野駅長業務を廃止、無人駅化[6]。
- 2008年（平成20年）11月20日：新駅舎完成。
- 2014年（平成26年）10月1日：土佐電気鉄道が高知県交通・土佐電ドリームサービスと経営統合し、とさでん交通が発足[7]。とさでん交通の停留場となる。

## 停留場構造

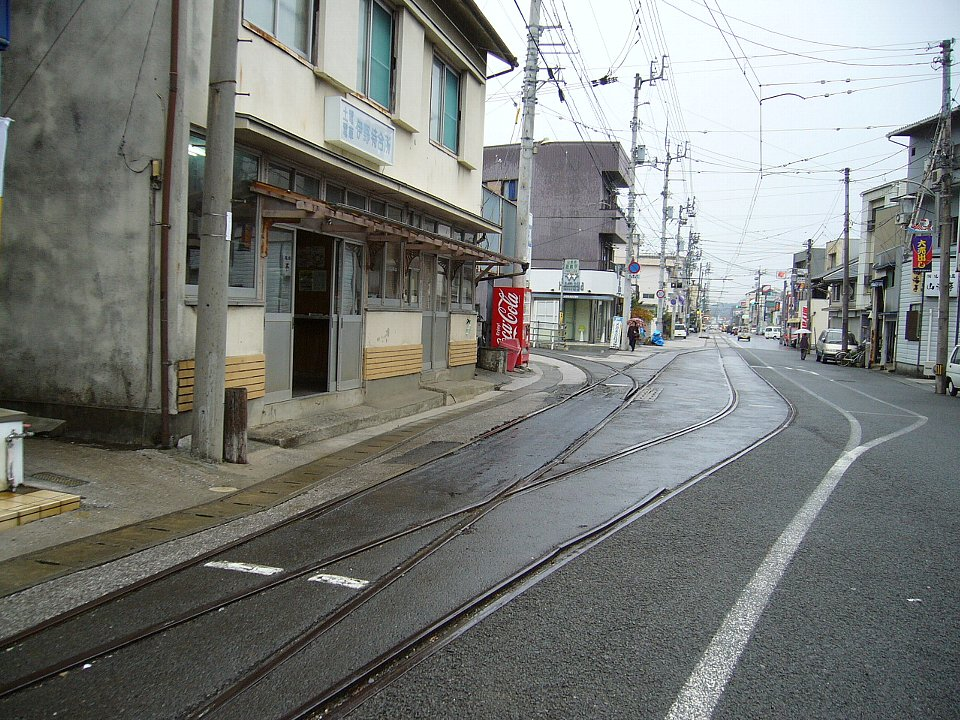
改築前の待合室と乗り場。左に分岐する留置線も見える

停留場内は複線で、乗り場も東西方向に伸びる複線の軌道を挟み込むように2面設けられている。軌道は奥で合流し単線になっているため、これを折り返しに利用して当停留場では乗車と降車の番線を分けることも可能だが、実際は北側の1線のみが乗降に使用される。南側の1線は通常使用されず、停留場に進入するポイントも北側に固定されている。また奥の単線部分にも通常電車が進入することはなく、その空間は停留場隣の店舗の駐車場代わりに使用される。
北側の軌道に面した乗り場は乗車用に使われ、降車はその反対、南側の道路上で扱う。乗車用の乗り場にはホームが備え付けられているが、南側は道路上に白線で安全地帯が示されるのみ。北側にある待合室は木造古民家を模した平屋で、中にはトイレといの町の広報などが置かれるギャラリーが設置されている。かつては2階建ての駅舎があり、伊野営業所が入居し乗車券類の販売も行っていた。停留場は1999年に無人化、駅舎も2008年に建て替えられた。
このほか、はりまや橋方面に向かって左方の少し奥まった場所には伊野車庫が設置されていた。車庫は1907年の停留場開業と同時に新設、4本の留置線を備えていた。1991年の時点では当停留場に22時過ぎに到着する終電などが使用して翌朝6時の始発列車などに運用されていたが、1999年に当停留所での夜間滞泊が廃止されたことにより車庫はその役目を終え、留置線を1本残してパークアンドライド用の駐車場に転用。留置線はその後も存置されているが、本線との間のポイントは撤去、舗装され完全に分離されている。なお、車庫には台車を7形に転用した旧300形321号の廃車体が長らく置かれていたが、車庫廃止とともに解体された。

## 停留場周辺

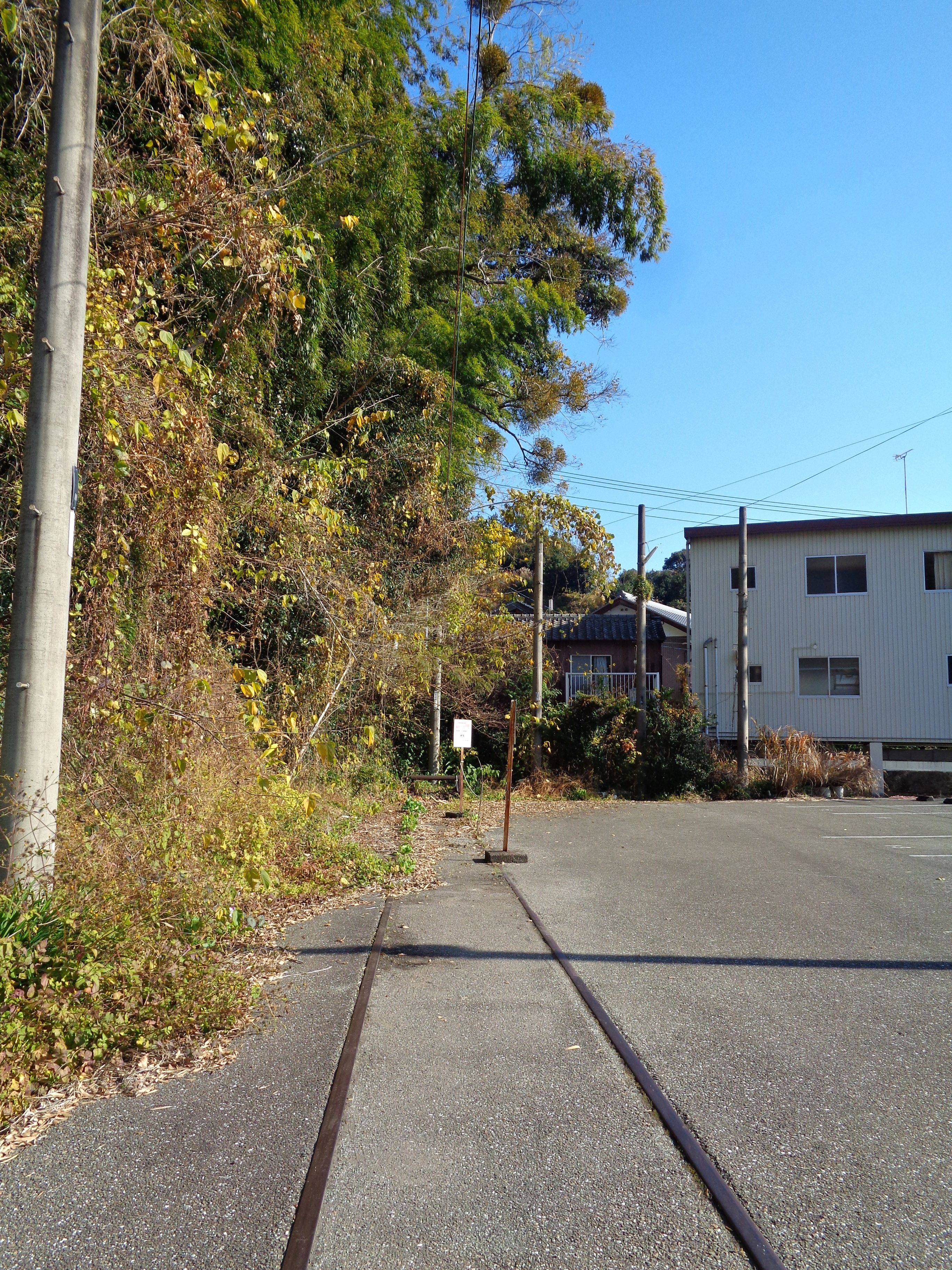
伊野車庫留置線終端（2021年）

西方にはいの町の中心街。停留場から約700メートル、徒歩10分ほどの距離にはいの町紙の博物館があり、その先には椙本神社（いの大国さま）が鎮座する。
- いの町役場
- いの町立伊野小学校
- いの町立図書館
- いの町立伊野公民館
- 仁淀消防組合消防本部
- 伊野税務署
- 伊野郵便局
- サニーマート伊野店
- 高知銀行伊野支店
- 四国銀行伊野支店・枝川支店・思地出張所

## 隣の停留場
とさでん交通
伊野線
伊野駅前停留場 - 伊野停留場